# خالد بن یزید
خالد بن یزید بن معاویه (درگذشته ۷۰۴ میلادی) کیمیاگر و یکی از پسران یزید بن معاویه بود که در قرن هفتم میلادی می‌زیست. خالد یکی از افرادی بود که می‌توانست خلیفهٔ خلافت اموی شود اما این موقعیت را از دست داد. او علاقهٔ زیادی به مطالعهٔ کیمیاگری در مصر داشت.
خالد بن یزید پیوسته به جمع‌آوری کتاب می‌پرداخت و آنهایی که زبان نامتعارفی داشتند به عربی روان آن دوران ترجمه می‌کرد. به او شاه خالد هم گفته می‌شد.